# Lame (Carpenedolo)
Lame è una frazione del comune di Carpenedolo, in provincia di Brescia, distante 3 km dal capoluogo e a sud-est da esso.
La località è nota per la presenza del Santuario delle Lame, edificato nel 1760 e dedicato alla Purità di Maria, che si trova sulla strada provinciale per Castel Goffredo.
La zona è ricca di acque risorgive e da esse nascono tre torrenti:
- La Seriola Piubega;
- Il Gambino;
- Il Tartaro.